# Formule van Bailey, Borwein en Plouffe
De formule van Bailey, Borwein en Plouffe of het BBP-algoritme is een algoritme waarmee een willekeurige binaire of hexadecimale positie van het getal pi kan worden berekend. Het algoritme werd in 1995 door Simon Plouffe ontdekt en is vernoemd naar de auteurs van de publicatie waarin de formule voor het eerst werd beschreven: David Bailey, Peter Borwein en Simon Plouffe.
Met behulp van hun formule wordt π uitgedrukt als oneindige reeks van breuken, een convergente sommatie:
{\displaystyle \pi =\sum _{k=0}^{\infty }{\frac {1}{16^{k}}}\left({\frac {4}{8k+1}}-{\frac {2}{8k+4}}-{\frac {1}{8k+5}}-{\frac {1}{8k+6}}\right)} {\displaystyle \quad ={\frac {1}{1}}\left({\frac {4}{1}}-{\frac {2}{4}}-{\frac {1}{5}}-{\frac {1}{6}}\right)+{\frac {1}{16}}\left({\frac {4}{9}}-{\frac {2}{12}}-{\frac {1}{13}}-{\frac {1}{14}}\right)+\sum _{k=2}^{\infty }{\frac {1}{16^{k}}}\left({\frac {4}{8k+1}}-{\frac {1}{4k+2}}-{\frac {1}{8k+5}}-{\frac {1}{8k+6}}\right)}{\textstyle \quad =\left(4-{\frac {1}{2}}-{\frac {11}{30}}\right)+{\frac {1}{16}}\left({\frac {4}{9}}-{\frac {1}{6}}-{\frac {27}{182}}\right)+S(k\geq 2)}
{\textstyle \quad =\left(3+{\frac {2}{15}}\right)+{\frac {1}{16}}\left({\frac {50}{180}}-{\frac {27}{182}}\right)+S(k\geq 2)}
{\displaystyle \quad =3{,}1414{\overline {224664}}+S(k\geq 2)}
Archimedes' benadering is  {\displaystyle {\frac {22}{7}}=3{,}142\dots } voor π. China's vondst rond 500 is {\displaystyle {\frac {355}{113}}\approx 3{,}141593}.
Hun formule maakt het mogelijk de n-de binaire of hexadecimale positie van π te berekenen, zonder daarvoor eerst alle voorgaande posities te berekenen. Baileys website bevat zowel de afleiding als implementaties in verschillende programmeertalen.